# Gansingen
Gansingen é uma comuna da Suíça, situada no distrito de Laufenburg, no cantão de Argóvia. Tem 8,77 km² de área e sua população em 2018 foi estimada em 1.034 habitantes.